# Gesellschaft für Geschichte und Altertumskunde der Ostseeprovinzen Russlands
Die Gesellschaft für Geschichte und Altertumskunde der Ostseeprovinzen Russlands (GGuA), auch Gesellschaft für Geschichte und Alterthumskunde der russischen Ostsee-Provinzen, war ein Historischer Verein im russischen Kaiserreich und später in Lettland mit Sitz in Riga.

## Geschichte
Die Gesellschaft für Geschichte und Altertumskunde der Ostseeprovinzen Russlands war eine Gesellschaft, die sich der Erforschung der Geschichte der drei Ostseegouvernements, also Liv-, Est- und Kurland, widmete. Sie wurde am 1. September 1834 auf Betreiben des späteren Pastors in Sankt Petersburg Gustav Reinhold Taubenheim (1795–1865) gegründet und hatte ihren Sitz in Riga. Die Eröffnungssitzung fand am 6. Dezember 1834 statt. Treibende Kraft neben Taubenheim war Karl Eduard von Napiersky, der Herausgeber der Mitteilungen aus den Gebiete der Geschichte Liv-, Est- und Kurlands. Die Gesellschaft schloss eine Lücke, da im Gebiet des Baltikums lediglich eine einzelne Professur für Geschichte an der Kaiserlichen Universität Dorpat bestand. Insbesondere nach dem Amtsantritt von Sergei Semjonowitsch Uwarow als russischer Bildungsminister sah die Gesellschaft eine wesentliche Aufgabe in der Abwehr der Russifizierungsbemühungen und die Verteidigung der Privilegien der baltischen Provinzen durch historische Forschung. 1896 war die Gesellschaft Ausrichter des 10. Russischen Archäologischen Kongresses in Riga. Seit 1890 führte die Gesellschaft das Livländische Urkundenbuch im Auftrag der baltischen Standschaften. Nach 1919 führte sie den Namen Gesellschaft für Geschichte und Altertumskunde der Ostseeprovinzen in Riga bzw. Gesellschaft für Geschichte und Altertumskunde zu Riga. Sie bestand bis 1939.

## Die Bibliothek der Gesellschaft für Geschichte und Altertumskunde
Von besonderer Bedeutung war die Bibliothek der Gesellschaft für Geschichte und Altertumskunde, die zuletzt 70.000 Bände umfasste. Bei Gründung der Gesellschaft 1834 bestanden im Baltikum lediglich Privatsammlungen. Grundlage der Bibliothek war der kurz nach der Gründung der Gesellschaft der Ankauf der beiden Privatsammlungen von Pastor Gustav Bergmann und Pastor Johann Gotthard Schweder. Diese beiden Sammlungen umfassten 6000 Bücher und Handschriften baltischer Geschichte. Durch Ankauf oder Stiftung erwarb man in den folgenden Jahren die Privatsammlungen führender Männer in den Ostseeprovinzen. Dies waren unter anderem die Sammlungen des Generalsuperintendenten Karl Gottlob Sonntag, des Landhofmeisters Friedrich Siegmund von Klopmann, von Johann Friedrich von der Recke und des Pastors Johann Kallmeyer. Im Laufe der weiteren Geschichte wuchs der Bestand durch Zustiftungen kontinuierlich. Besondere Verdienste um die Bibliothek erwarb sich August Wilhelm Buchholtz, der die Bibliothek 1839 bis 1860 leitete.

## Das Dommuseum zu Riga
1890 wurde im Rahmen der Sanierung des Doms zu Riga der Kreuzgang zum Dommuseum der Gesellschaft für Geschichte und Altertumskunde ausgebaut. Gezeigt wurden archäologische Fundstücke und historische Gegenstände aus der baltischen Geschichte.

## Veröffentlichungen

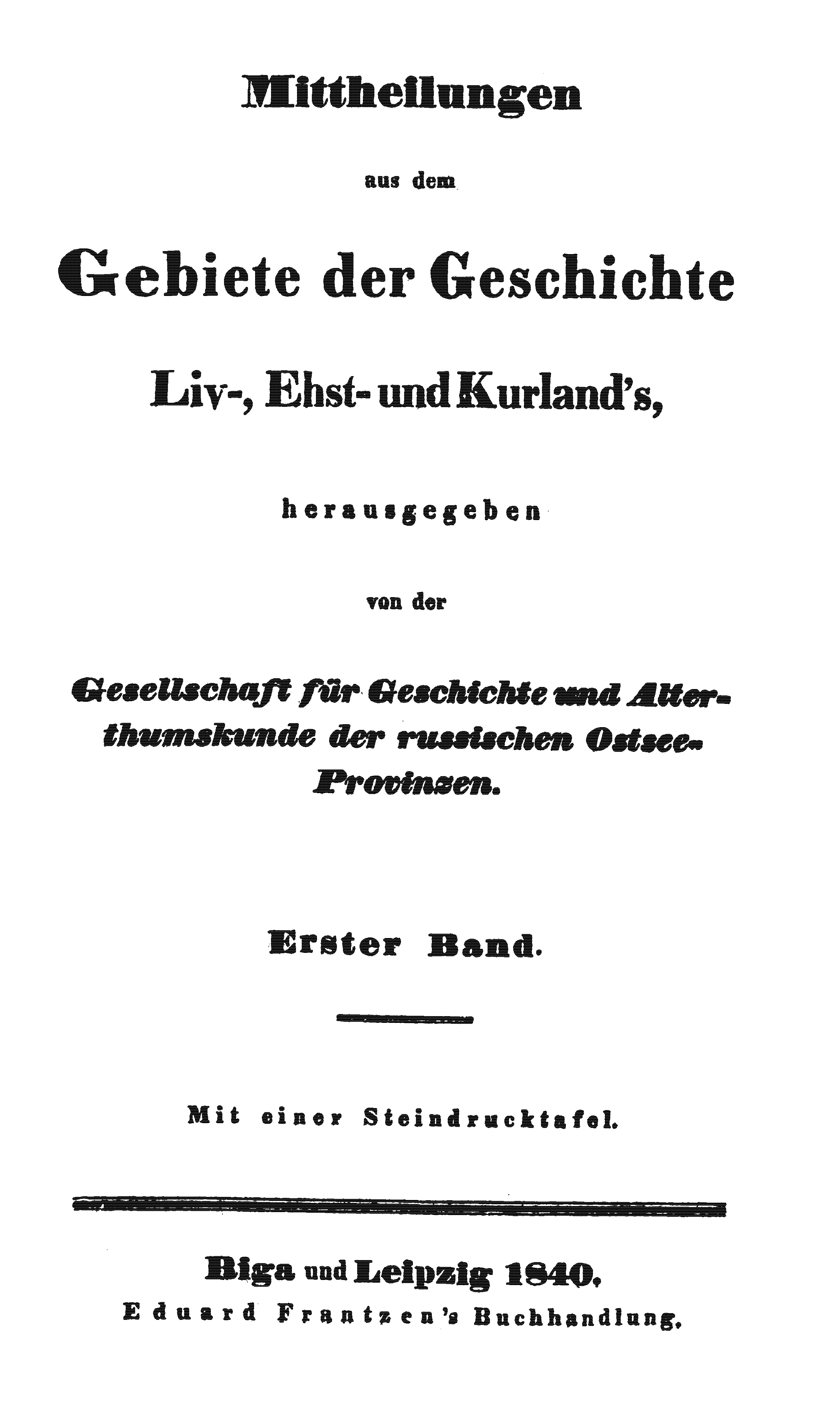
Titel

- Mitteilungen aus dem Gebiete der Geschichte Liv-, Est- und Kurlands 1834–1939 (Titel seit 1921: Mitteilungen aus der livländischen Geschichte, seit 1938: Mitteilungen aus der baltischen Geschichte)
- Sitzungsberichte als selbständige Reihe 1873–1936
- Bibliographie der Archäologie Liv-, Est- und Kurlands. Im Auftrage der Gesellschaft für Geschichte und Alterthumskunde der Ostseeprovinzen Russlands zusammengestellt von Anton Buchholtz. W. F. Häcker, Riga 1896 (Digitalisat).

## Personen

### Mitgründer
- Gustav Reinhold von Klot
- Friedrich Georg von Bunge
- Eduard Körber
- Friedrich von Buxhoeveden

### Präsidenten
- 1834–1836 Hermann Freiherr von Campenhausen
- 1836–1837 Carl von Tiesenhausen
- (1837–1838) Gustav Reinhold von Klot (interim.)
- 1838–1851 Reinhold Samson von Himmelstjerna
- 1851–1854 Eduard Caspar von Tiesenhausen
- 1854–1860 Carl Eduard Napiersky
- 1860–1875 August Wilhelm Buchholtz
- 1875–1885 Georg Berkholz
- 1885–1888 Heinrich Julius Böthführ
- 1890–1902 Hermann von Bruiningk
- 1902–1910 Bernhard von Hollander
- 1910–1939 Arnold Feuereisen

### Korrespondierende Mitglieder
| Name                             | Ort u. ä.                                                                                      | Seit | Anmerkung     |
| -------------------------------- | ---------------------------------------------------------------------------------------------- | ---- | ------------- |
| Frederik Cygnaeus                | Helsingfors                                                                                    | 1842 |               |
| Bernhard von Koehne              | St. Petersburg                                                                                 | 1843 |               |
| Georg Christian Friedrich Lisch  | Schwerin                                                                                       | 1843 |               |
| Eduard von Muralt                | Schweiz                                                                                        | 1844 | [ 5 ]         |
| Christopher Andreas Holmboe      | Christiania                                                                                    | 1844 |               |
| Friedrich Ludwig von Medem       | Stettin                                                                                        | 1844 | [ 6 ]         |
| Ernst Tillich                    | Mitglied der Oberlausitzischen Gesellschaft der Wissenschaften in Görlitz                      | 1845 |               |
| Nikolai Murzakewicz              | Geheimrat und Direktor der Odessaer Gesellschaft für Geschichte                                | 1847 | [ 7 ]         |
| Richard Roepell                  | Breslau                                                                                        | 1847 | [ 8 ]         |
| Gregor von Helmersen             | Mitglied der Akademie der Wissenschaften in St. Petersburg                                     | 1847 |               |
| Christian Friedrich Walther      | Wirklicher Staatsrat und Bibliothekar an der kaiserlich öffentlichen Bibliothek St. Petersburg | 1849 | [ 9 ]         |
| Nicolai von Adelung              | Geheimrat in Stuttgart                                                                         | 1849 |               |
| Alexander Petrowitsch Jasykow    | Direktor der Rechtsschule in St. Petersburg                                                    | 1860 |               |
| Nikolai Wassiljewitsch Waradinow | Geheimrat in St. Petersburg                                                                    | 1850 | [ 10 ]        |
| Rudolf Minzloff                  | Bibliothekar an der kaiserlich öffentlichen Bibliothek St. Petersburg                          | 1850 |               |
| Anders Fryxell                   | Schweden                                                                                       | 1851 |               |
| Julius von Hagemeister           | St. Petersburg                                                                                 | 1851 |               |
| Carl Wilhelm Pauli               | Lübeck                                                                                         | 1851 |               |
| Anton Schiefner                  | Mitglied der Akademie der Wissenschaften in St. Petersburg                                     | 1851 |               |
| Kurd von Schlözer                | nachmaliger Geschäftsträger des Deutschen Reiches in Washington                                | 1851 |               |
| Julius von Bohlen                | Insel Rügen                                                                                    | 1852 |               |
| Josef von Scheiger               | Graz                                                                                           | 1853 |               |
| Ernst Herrmann                   | Marburg                                                                                        | 1854 |               |
| Heinrich Georg Ehrentraut        | Hannover                                                                                       | 1854 |               |
| Ernst Bonnell                    | Bibliothekar an der kaiserlichen öffentlichen Bibliothek St. Petersburg                        | 1855 | [ 11 ]        |
| Friedrich von Aspern             | Hamburg                                                                                        | 1856 |               |
| Johannes Müller                  | Medizinalrat in Berlin                                                                         | 1862 |               |
| Karl Lohmeyer                    | Königsberg in Preußen                                                                          | 1862 | [ 12 ] [ 13 ] |
| Bolesław Łopaciński              | Wilna                                                                                          | 1864 |               |
| Adam Kirkor                      | Krakau                                                                                         | 1865 | [ 14 ]        |
| Maurycy Krupowicz                | Bibliothekar in Skierniewice, Polen                                                            | 1866 |               |
| Carl Cröger                      | Leipzig                                                                                        | 1866 | [ 15 ]        |
| Eduard Winkelmann                | Heidelberg                                                                                     | 1867 |               |
| Julius von Eckardt               | Sekretär des Senats in Hamburg                                                                 | 1868 | [ 16 ] [ 17 ] |
| Johann Georg Kohl                | Bremen                                                                                         | 1870 |               |
| Johann Heinrich Woldemar         | Archivar in Mitau                                                                              | 1871 |               |
| Julius Iversen                   | St. Petersburg                                                                                 | 1872 | [ 18 ]        |
| Richard Hausmann                 | Dorpat                                                                                         | 1872 | [ 19 ]        |
| Konstantin Höhlbaum              | Göttingen                                                                                      | 1873 | [ 20 ]        |
| Hermann Hildebrand               | Stadtarchivar in Riga                                                                          | 1873 |               |
| Rudolf Philippi                  | Königsberg in Preußen                                                                          | 1876 |               |
| Karl Koppmann                    | Rostock                                                                                        | 1876 |               |
| Goswin von der Ropp              | Professor an der Universität Gießen                                                            | 1876 | [ 21 ]        |
| Georg Dehio                      | Königsberg in Preußen                                                                          | 1877 | [ 22 ]        |
| Max Perlbach                     | Kustos an der Universitätsbibliothek Halle a. d. Saale                                         | 1877 |               |
| William Mollerup                 | Kopenhagen                                                                                     | 1881 | [ 23 ]        |
| Karl Ernst Hermann Krause        | Rostock                                                                                        | 1882 |               |
| Carl Arvid von Klingspor         | Uppsala                                                                                        | 1883 |               |
| Heinrich Diederichs              | Mitau                                                                                          | 1884 | [ 24 ]        |
| Reinhold Guleke                  | Dorpat                                                                                         | 1884 | [ 25 ]        |
| Theodor Schiemann                | Reval                                                                                          | 1884 | [ 26 ]        |
| Carl von Vetterlein              | Staatsrat, Bibliothekar an der kaiserlich öffentlichen Bibliothek St. Petersburg               | 1884 |               |
| Christian Giel                   | St. Petersburg                                                                                 | 1886 | [ 27 ]        |
| Wilhelm Stieda                   | Rostock                                                                                        | 1887 | [ 28 ]        |
| Conrad Steinbrecht               | Marienburg in Preußen                                                                          | 1889 |               |
| Leonid Arbusow                   | Riga, Sassenhof                                                                                | 1889 |               |
| Gustav Otto                      | Mitau                                                                                          | 1890 |               |
| Joseph Girgensohn                | Frankfurt am Main                                                                              | 1894 |               |
| Arend Buchholtz                  | Berlin                                                                                         | 1894 |               |
| Dietrich Schäfer                 | Berlin                                                                                         | 1894 |               |
| Adolph Hofmeister                | Rostock                                                                                        | 1894 |               |
| Harald von Toll                  | Reval, Ritterhaus                                                                              | 1894 |               |
| Alexander Bergengrün             | Berlin                                                                                         | 1894 |               |
| Oskar Stavenhagen                | Mitau                                                                                          | 1895 |               |
| Alexander Rosenberg              | Dorpat                                                                                         | 1896 |               |
| Alfred Hackman                   | Helsingfors                                                                                    | 1896 |               |
| Hjalmar Appelgren                | Helsingfors, Historisches Museum                                                               | 1896 |               |
| Wladimir Trutowski               | Moskau                                                                                         | 1897 |               |
| Erich Joachim                    | Königsberg in Preußen                                                                          | 1897 |               |
| August Seraphim                  | Königsberg in Preußen                                                                          | 1897 |               |
| Axel von Gernet                  | St. Petersburg                                                                                 | 1897 |               |
| Alexander von Rahden             | Mitau                                                                                          | 1900 |               |
| Johannes Haller                  | Gießen                                                                                         | 1902 |               |
| Arnold Feuereisen                | Riga                                                                                           | 1905 |               |